# 전덕원
전덕원(全德元, 1871년 11월 18일 ~ 1940년 10월 8일)은 대한제국의 독립운동가이다. 평안북도 용천(龍川) 출생이다.

## 생애

### 의병활동
평안도 용천군 북중면 인좌리에서 서얼 후손으로 출생한 그는 의병대장 유인석(柳麟錫)의 문인으로 1905년 을사조약이 강제로 체결되자 13도유약소(十三道儒約所)에서 최익현(崔益鉉) 등과 함께 조약의 무효를 주장하였다. 그러나 뜻대로 이루어지지 않자 의병을 모아 관서지방에서 활동하다가 1906년 체포되어 동년 11월에 유형(流刑) 15년형을 받고 황주(黃州)로 유배되었다.

### 만주에서의 항일투쟁
1912년 만주로 망명한 이후 독립전쟁을 계속 추진하다가 1919년 국내에서 3·1독립운동이 일어난 것을 기회로 유하현 삼원보(三源堡)에서 박장호(朴長浩)·조맹선(趙孟善)·김평식(金平植) 등과 함께 대한독립단을 조직하여 군사부장으로 무장항일활동을 하였다. 한편 대한독립단이 연호(年號)의 사용문제로 기원독립단(紀元獨立團)과 민국독립단(民國獨立團)으로 분열되자 그는 기원독립단의 영수로 활동하였다. 그는 단신으로 평양을 10여차나 왕복하면서 수십만원의 군자금을 조달하기도 하였다. 1920년 4월에는 대한청년단연합회의 제2차 정기총회가 개최됨에 내빈으로 초청되어 윤창선(尹昌善)·양기하(梁基瑕)·백진해(白鎭海)·김유성(金有聲) 등과 함께 독립단 대표로 참석하여 독립정신을 고무하였다. 1922년 만주에 있는 여러 독립운동단체들이 통합하여 대한통군부(統軍府)를 조직하였을 때에도 재무부장으로서 군자금을 조달하였다.

### 의군부에 참여
동년 8월 대한통군부가 대한통의부(統義府)로 개편되자 경무감(警務監) 및 참모부감에 임명되었다. 그러나 여기에 취임하지 않고 1923년 2월 부하들과 환인현 대황구(桓仁縣大荒溝)에 모여 의군부(義軍府)를 조직하고 총장에 채상덕(蔡相德)을 추대하였으며, 그는 군무총감으로서 무장투쟁을 계속하였다. 1923년 8월 8일에는 유격대장 이경일(李京日), 소대장 전일록(全日錄) 등 부하 50여명을 시켜 평북 의주군 청성진(義州郡淸城津)경찰주재소를 습격하기도 하였다. 의주 청성진주재소를 습격한 다음 해에는 평양에서 평양경찰서원과 일대 충돌사건을 일으켰다. 1927년 2월에는 봉천성 장하현 임가구(奉天省莊河縣林家溝)에서 국내에 있는 일본관공서 및 고관 암살을 계획하던 중 안동현(安東縣)일본 영사관경찰에 체포되었다. 그는 1년이상 옥고를 치르며 예심 끝에 1928년 4월 29일 평양복심법원에서 12년형이 확정되어 옥고를 치렀다.

### 최후
출옥 후에 이병기(李炳基)·박승연(朴勝衍)·홍주(洪疇) 등과 협력하여 독립사를 편찬하는 등 항일운동을 재개하려다 박상문(朴尙文)의 밀고로 다시 체포되어 옥중에서 사망하였다.
독립운동가 전경찬은 그의 셋째아들이다.

## 사후
- 대한민국 정부는 고인의 공훈을 기리기 위하여 1962년 건국훈장 독립장을 추서하였다.

## 참고 자료
- 국가보훈처 독립유공자 공훈록